# Lijst van personen uit Lelystad
Dit is een lijst van personen uit Lelystad. Het gaat om personen die zijn geboren of woonachtig (geweest) in Lelystad, de hoofdstad van de Nederlandse provincie Flevoland.

## Geboren

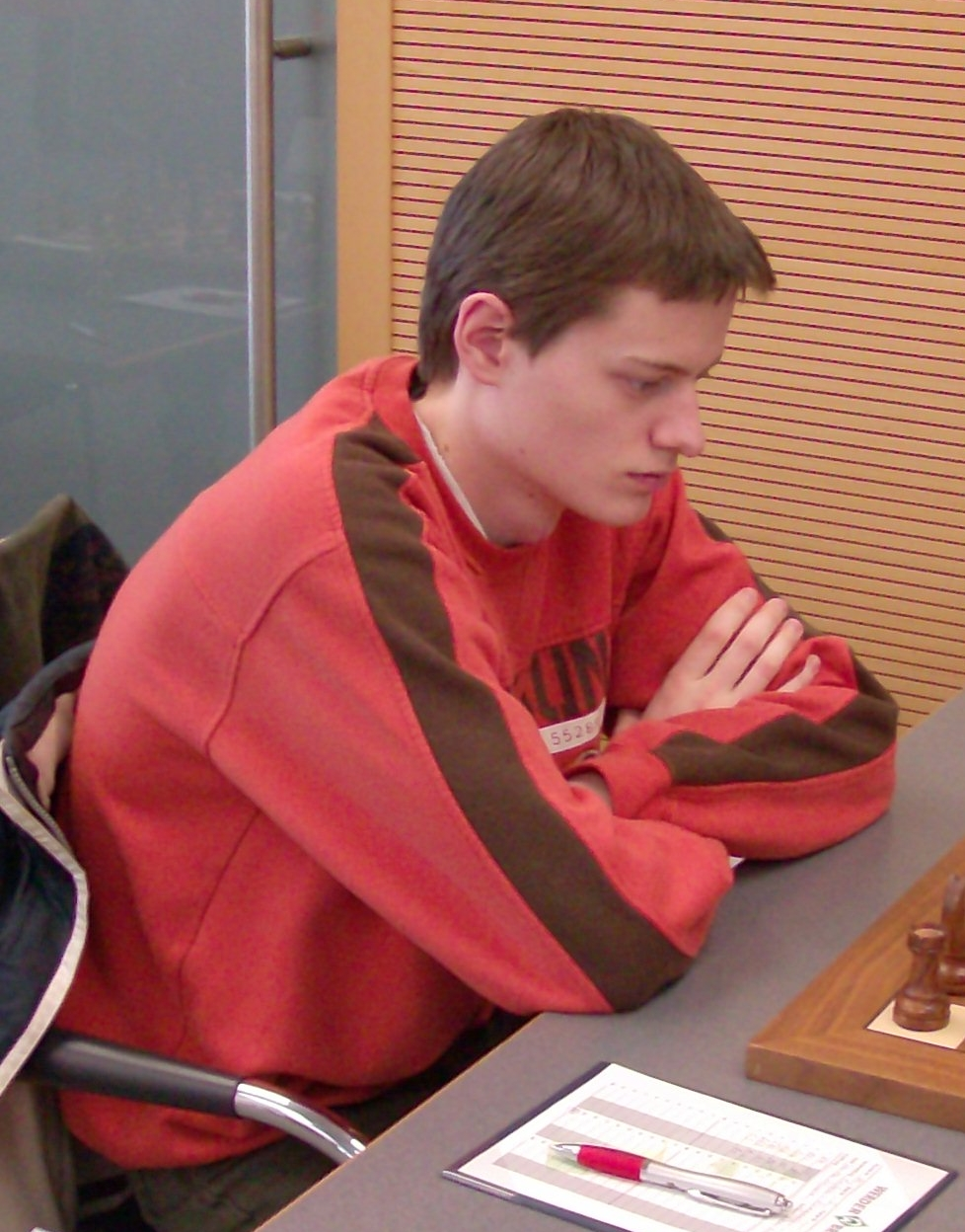
Daan Brandenburg,
geboren in Lelystad

- René Arendsen (1980), programmamaker
- Benjamin Bok (1995), schaakgrootmeester
- Jelmar Bos (1990), paralympisch atleet
- Daan Brandenburg (1987), schaakgrootmeester
- Arnout Brinks (1983), folkzanger en gitarist
- Sander Brinks (1983), folkzanger en gitarist
- Martin Gijzemijter (1979), songwriter
- Rianne ten Haken (1986), model
- Dennis Hollart (1983), voetballer
- Michiel van Hulten (1969), politicus
- Devyne Rensch (2003), voetballer
- Niels de Ruiter (1983), darter en sportbestuurder
- Janneke Schotveld (1974), jeugdauteur
- Jolijn van Valkengoed (1981), zwemster
- Thijs van Valkengoed (1983), zwemmer
- Tamar Vedder (1994), BMX fietser
- Boy Waterman (1984), voetbaldoelman
- Nathaniel Will (1989), voetballer

## Woonachtig geweest

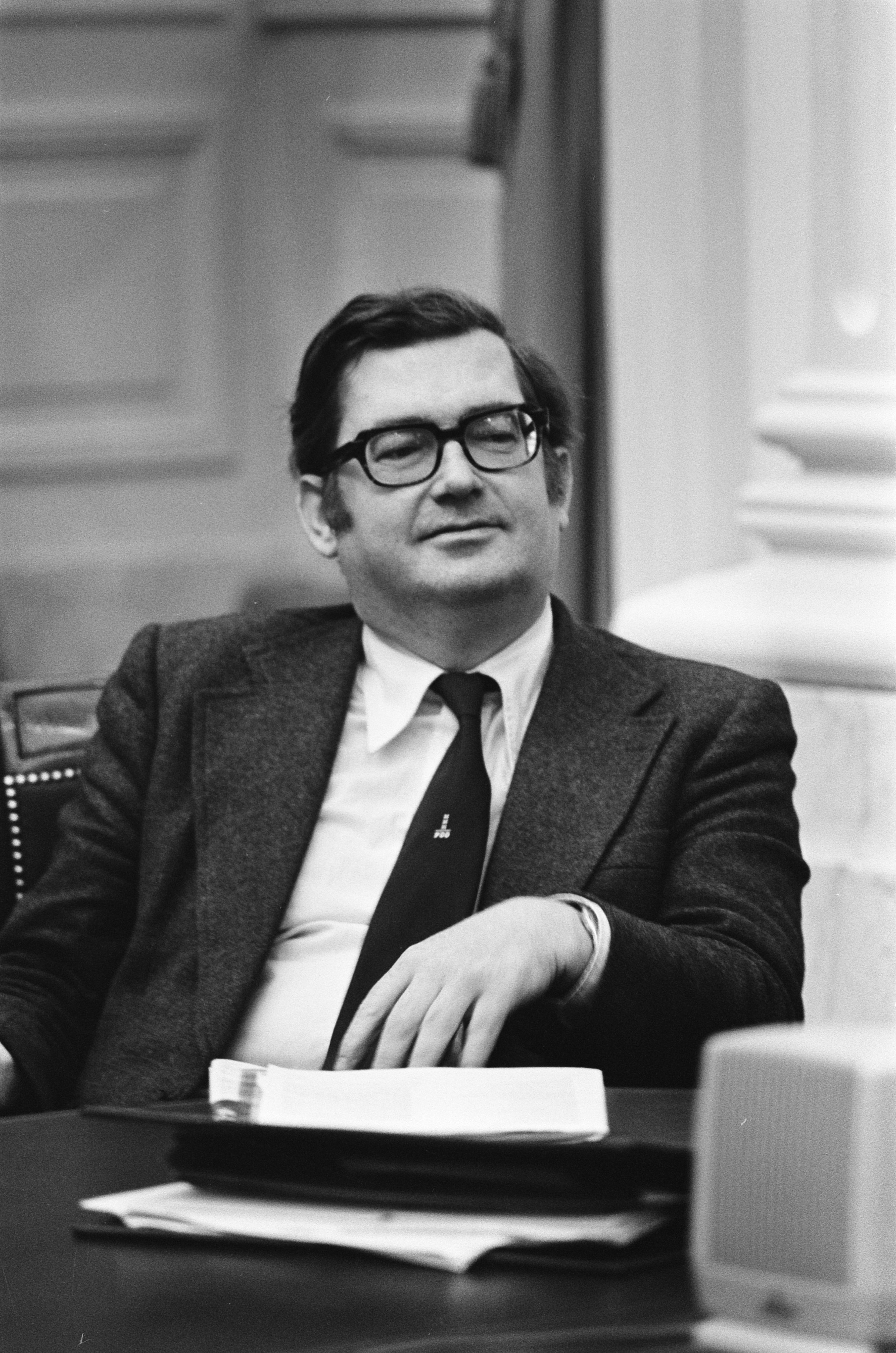
Hans Gruijters (1931-2005), overleden in Lelystad

- Jan Blaaser, acteur (overleden 28 maart 1988);
- Hans Gruijters, politicus (overleden 17 april 2005);
- Edith Mastenbroek, politica (overleden 23 augustus 2012);
- Bueno de Mesquita, acteur (overleden 19 augustus 2005);
- Nancy van Overveldt, kunstschilder (overleden 6 juni 2015);
- Henk de Velde, zeezeiler (overleden 3 november 2022).

Alkmaar · 
Almelo ·
Almere · 
Alphen-Chaam · 
Alphen aan den Rijn ·
Amersfoort · 
Amstelveen · 
Amsterdam · 
Apeldoorn · 
Arnhem · 
Assen ·
Baarn · 
Bergen op Zoom · 
Bilthoven · 
Bolsward · 
Boxtel · 
Breda · 
Bredevoort · 
Brunssum · 
Bussum · 
Delft ·
Den Haag ·
Den Helder · 
Deurne · 
Deventer · 
Doetinchem ·
Dokkum · 
Dordrecht · 
Drachten · 
Ede · 
Eindhoven · 
Emmen · 
Enschede · 
Franeker · 
Geleen · 
Gouda · 
Groenlo ·
Groningen · 
Haarlem · 
Harlingen ·  
Heemstede · 
Heerenveen · 
Heerlen · 
Helmond · 
Hengelo · 
's-Hertogenbosch · 
Hilversum · 
Hoogeveen · 
Hoorn · 
Horst ·
Kampen · 
Kerkrade · 
Leerdam · 
Leeuwarden · 
Leiden · 
Lelystad · 
Maastricht · 
Meppel ·  
Middelburg  ·
Nijkerk · 
Nijmegen · 
Oldenzaal · 
Ommen · 
Oss · 
Rijswijk (Zuid-Holland) · 
Roosendaal · 
Rotterdam · 
Schiedam · 
Sittard · 
Sittard-Geleen · 
Sneek · 
Soest · 
Stadskanaal · 
Tegelen · 
Tiel · 
Tilburg · 
Urk · 
Utrecht · 
Veenendaal · 
Veghel · 
Venlo · 
Venray · 
Vlaardingen · 
Vlissingen · 
Wageningen · 
Warnsveld · 
Weert · 
Winschoten · 
Woerden · 
Zeist · 
Zierikzee · 
Zoetermeer · 
Zutphen · 
Zwolle